# Joël Bijlow
Joël Bijlow (Nijmegen,  27 september 1989) is een Nederlands voormalig voetballer die één wedstrijd speelde voor SC Veendam. Hij is de broer van Justin Bijlow.

## Carrière
Joël Bijlow speelde in de jeugd van SC Feyenoord en Feyenoord. Hij mocht van Feyenoord-trainer Gert-Jan Verbeek meetrainen met de hoofdselectie van Feyenoord, maar door blessures kwam hij niet in actie voor Feyenoord.
In 2009 vertrok hij, na een proefperiode bij Sparta Rotterdam, naar BV Veendam. Hij debuteerde voor Veendam in het betaald voetbal op 4 september 2009, in de met 0-0 gelijkgespeelde thuiswedstrijd tegen Helmond Sport. Hij kwam in de 72e minuut in het veld voor Erwin Buurmeijer. Na deze wedstrijd kwam hij niet meer in actie voor Veendam en vertrok na één seizoen naar SC Feyenoord, waar hij in 2013 zijn carrière beëindigde na drie kruisbandblessures.

### Statistieken
| Seizoen                      | Club           | Land           | Competitie     | Competitie | Competitie | Beker | Beker | Totaal | Totaal |
| Seizoen                      | Club           | Land           | Competitie     | Wed.       | Dlp.       | Wed.  | Dlp.  | Wed.   | Dlp.   |
| ---------------------------- | -------------- | -------------- | -------------- | ---------- | ---------- | ----- | ----- | ------ | ------ |
| 2009/10                      | BV Veendam     | Nederland      | Eerste divisie | 1          | 0          | 0     | 0     | 1      | 0      |
| Carrièretotaal               | Carrièretotaal | Carrièretotaal | Carrièretotaal | 1          | 0          | 0     | 0     | 1      | 0      |
| Bijgewerkt op 2 januari 2018 |                |                |                |            |            |       |       |        |        |